# Nowa Synagoga w Lipnie
Nowa Synagoga w Lipnie – została zbudowana na początku XX wieku w Lipnie w woj. kujawsko-pomorskim.
Podczas II wojny światowej hitlerowcy zdewastowali synagogę. Obecnie w budynku synagogi znajduje się dom towarowy.